# Meliphaga
Meliphaga – rodzaj ptaków z rodziny miodojadów (Meliphagidae).

## Rozmieszczenie geograficzne
Rodzaj obejmuje gatunki występujące w Australii, na Nowej Gwinei i sąsiednich wyspach.

## Morfologia
Długość ciała 14–26 cm; masa ciała samców 14–77 g, samic 12,5–62 g.

## Systematyka
Rodzaj zdefiniował w 1808 roku brytyjski entomolog i ornitolog John William Lewin w publikacji własnego autorstwa poświęconej ptakom Nowej Holandii i ich historii naturalnej. Gatunkiem typowym jest (oryginalne oznaczenie) miodojad ciemny (M. lewinii).

### Etymologia
- Meliphaga (Melliphaga, Chelliphaga): gr. μελι meli, μελιτος melitos ‘miód’; -φαγος -phago ‘jedzący’, od φαγειν phagein ‘jeść’[13].
- Ptilotis (Ptilotes): gr. πτιλον ptilon ‘pióro’; -ωτις -ōtis ‘uchaty’, od ους ous, ωτος ōtos ‘ucho’[14]. Gatunek typowy (późniejsze oznaczenie)[15]: Ptilotis lewinii Swainson, 1837.
- Oreornis: gr. ορος oros, ορεος oreos ‘góra’ (tj. góry Oranje, Nowa Gwinea); ορνις ornis, ορνιθος ornithos ‘ptak’[16]. Gatunek typowy (oznaczenie monotypowe): Oreornis chrysogenys van Oort, 1910.
- Microptilotis: gr. μικρος mikros ‘mały’; rodzaj Ptilotis Swainson, 1837[17]. Gatunek typowy (oryginalne oznaczenie): Ptilotis gracilis Gould, 1866.
- Ptilotina: zdrobnienie nazwy rodzaju Ptilotis Swainson, 1837[18]. Gatunek typowy (oryginalne oznaczenie): Ptilotis analoga mixta[e] Mathews, 1912.
- Dorothina: Dorothy Ebsworth White (1888–1959), córka australijskiego oologa Henry’ego Luke’a White’a[19].
- Territornis: łac. territorium, territorii ‘terytorium, obszar’, od terra ‘ląd’ (tj. Terytorium Północne, Australia); gr. ορνις ornis, ορνιθος ornithos ‘ptak’[20]. Gatunek typowy (oryginalne oznaczenie): Ptilotis albilineata H.L. White, 1917.

### Podział systematyczny
Do rodzaju należą następujące gatunki:
- Meliphaga aruensis (Sharpe, 1884) – miodojad żółtouchy
- Meliphaga lewinii (Swainson, 1837) – miodojad ciemny
- Meliphaga notata (Gould, 1867) – miodojad żółtoplamy
- Meliphaga reticulata Temminck, 1820 – miodojad smugowany
- Meliphaga albilineata (H.L. White, 1917) – miodojad białouzdy
- Meliphaga fordiana Schodde, 1989 – miodojad szary
- Meliphaga chrysogenys (van Oort, 1910) – miodojad złotolicy
- Meliphaga albonotata (Salvadori, 1876) – miodojad białouchy
- Meliphaga gracilis (Gould, 1866) – miodojad cienkodzioby
- Meliphaga imitatrix (Mathews, 1912) – miodojad nadobny
- Meliphaga cinereifrons Rand, 1936 – miodojad ubogi
- Meliphaga montana (Salvadori, 1880) – miodojad leśny
- Meliphaga mimikae (Ogilvie-Grant, 1911) – miodojad marmurkowy
- Meliphaga flavirictus (Salvadori, 1880) – miodojad żółtouzdy
- Meliphaga orientalis (A.B. Meyer, 1894) – miodojad górski
- Meliphaga analoga (Reichenbach, 1852) – miodojad długodzioby
- Meliphaga vicina (Rothschild & E. Hartert, 1912) – miodojad wyspowy